# Sinzendorf
Sinzendorff / Sinzendorf  austriacki ród arystokratyczny. Wywodzili się z Górnej Austrii (Oberösterreich). Od roku 1610 baronowie (Freiherren), od 1653 hrabiowie (Reichsgrafen), od 1803 książęta Rzeszy (Reichsfürsten). Kilka gałęzi rodu mieszkało w Dolnej Austrii (Ernstbrunn, Fridau). Ród wymarły w 1822 roku. Nie należy ich mylić z zupełnie innym rodem Zinzendorf / Zinzendorff 

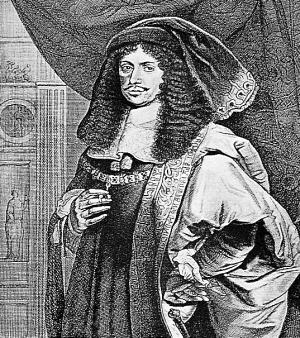
Georg Ludwig von Sinzendorff (1616-1681)
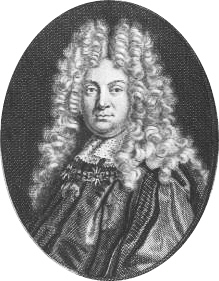
Philipp Ludwig Wenzel von Sinzendorff (1671-1742)
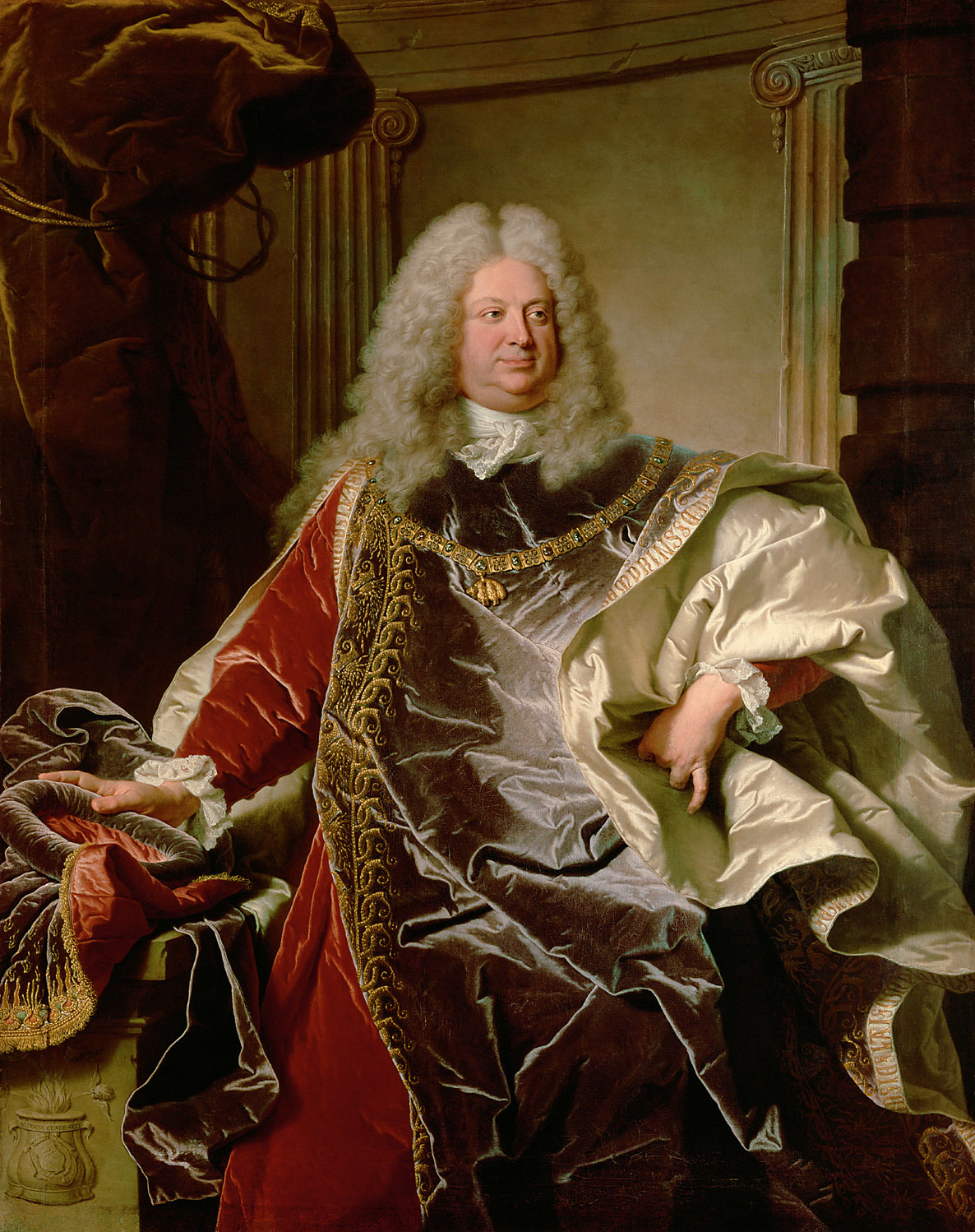
Philipp Ludwig Wenzel von Sinzendorff, malował Hyacinthe Rigaud (1712)
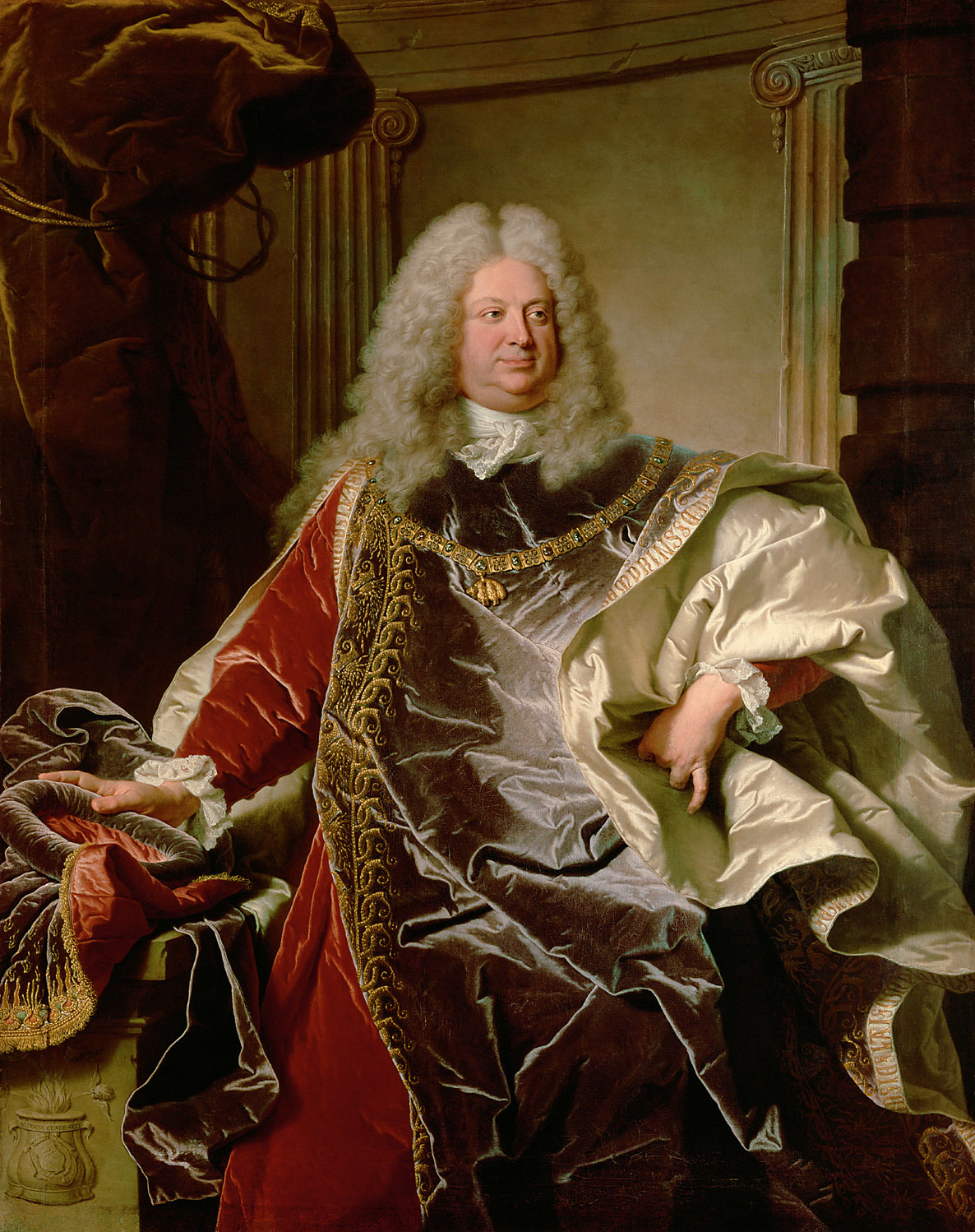
Philipp Ludwig Wenzel von Sinzendorff, malował Hyacinthe Rigaud (1712)

Z przedstawicieli rodu wybijali się:
- Georg Ludwig von Sinzendorff (1616-1681), polityk austriacki.
- Philipp Ludwig Wenzel von Sinzendorff (1671-1742), polityk austriacki. Syn poprzedniego.
- Philipp Ludwig von Sinzendorf (1699-1732), biskup Wrocławia. Syn poprzedniego.
- Prosper Anton Josef von Sinzendorf (1700-1756), kanclerz i dworzanin.